# NGC 6219
NGC 6219 este o galaxie situată în constelația Hercule. A fost descoperită în 10 iunie 1863 de către Albert Marth.